# Чорт
Чорт — персонаж слов'янської міфології, злий дух або персоніфікація узагальненої нечистої сили. З приходом християнства асоційований з Сатаною або його демонами. Традиційний образ чорта — це людиноподібна волохата істота з рогами і тваринними ногами, зазвичай — козлиними. В культурі українців образ чорта здобув низку автентичних рис. Ім'я чорта вживається в українській мові як лайка.

## Етимологія
Українське й білоруське слово «чорт» походить від праслов'янського «čьrtъ», як і польське «czart», чеське «čert», російське «чëрт». Найімовірнішим є зв'язок «čьrtъ» з латинським «curtus» — короткий, обрубаний, що походить від індо-європейського «*(s)ker» — обрізувати, обрубувати. За іншою поширеною версією «čьrtъ» походить від праслов'янського «čersti» або «čьrtǫ» — креслити, бороздити. Також імовірний зв'язок з іранськими мовами та їхнім коренем «*kart» — різати.

## Альтернативні назви
Через віру в можливість прикликати чорта, згадуючи його назву (див. магічне мислення), виникли численні евфемізми. Загалом серед синонімів і часткових синонімів цього слова (включаючи християнські терміни, евфемізми, розмовні й діалектні назви тощо): біс, сатана, диявол, дідько, лихий, нечистий, нечиста сила, люципер, куцак, куций, лукавий, безп'ятко, антипко, анциболот, анцибол, анциболотник, арідник, враг, ідоляка, пекельник, болботник, водяник, лісовик, домовик, мара, хмарник, гемон.
У східних слов'ян чорт і біс — синоніми. Разом з тим в українській мові іноді здійснюється розрізнення — чорт і дідько локалізуються біля людської оселі, або в ній, тоді як біс живе в лісі.

## Образ і функції
У народних віруваннях чорт не мав усталеного образу, але йому притаманне поєднання людських і тваринних рис. Часто чорт має людське тіло, покрите чорною шерстю, роги та хвіст. Його ноги тваринні — козлині, пташині, або просто з вивернутими назад колінами. Через це чорт не може звичайно ходити, а кульгає. Нерідко уявлявся з рилом, кігтями. Чорту приписувалося приховування своїх тваринних рис під одягом. Так, чорт може постати в подобі панича чи чоловіка в чорному одязі. Він здатний набувати подоби тварин — собаки, кота, свині тощо, та ставати невидимим. Згідно повір'їв, свійські тварини можуть відчувати чорта, навіть якщо він прихований. В російських народних віруваннях характерною рисою чорта вказується здиблене волосся, іноді крила. В українських уявленнях чорт, крім того, що може мати пташині крила, часом несе яйця.
Поширене уявлення, виникле з поєднань язичницьких і християнських вірувань, що різноманітні духи (лісовики, водяники тощо) — це чорти, колишні янголи, яких Бог скинув з неба разом з Сатаною. Тому численна нечиста сила є чортами, що відрізняються лише місцем проживання. Часом згадується, що чорти мають ієрархію і родинні стосунки. Чорти могли викрадати нехрещених чи проклятих батьками дітей, щоб замінити їх на одмінника — потворну зажерливу та крикливу істоту. Також були здатні спокушати жінок і ті народжували від чортів потворних дітей, упирів. З чортами, однак, можливо укласти угоду і вони підступно карають тих, хто її не виконує. Були поширені вірування про те, що чаклуни, відьми, отримують магічні сили від чортів, після чого шкодять іншим людям. Дідько може розумітися і як охоронець домашнього вогнища, аналог домовика.
Буває, чорти збиткуються з людей, даючи в обмін на що-небудь цінні речі, котрі потім перетворюються на непотріб — патик, кізяк, купу вугілля. Завдяки здатності змінювати подобу їм під силу заманити людину в небезпечне місце чи просто налякати, обманути, видавши себе за людину, навіть родича. Так, вони можуть створити ілюзорні хати чи палаци, заманити туди людину на вечорниці, бенкет, а наранок лишити посеред степу. Будучи невидимим, чорт може вилізти на воза чи на плечі людини, тиснучи їх своєю вагою. Втім, нерідко чорт описується невдахою, люди обдурюють його, коли чорт намагається їм зашкодити.
Часто єдиний Чорт виступав співтворцем світу разом з Богом. Він або існував, як і Бог, вічно, або був Його янголом. В переказах Бог знаходить Чорта в морській піні чи в скелі та доручає йому дістати з дна землі, щоб створити з неї світ. Чорт лишає частку землі собі, тому отримує над світом владу.
Чорту приписувалося створення різноманітних перешкод, шкідливих істот і явищ — жаб, мух, гір, скель, тютюну та горілки, а також менших чортів. Відомий переказ, де Бог дозволяє Чорту створити собі помічника, струсивши воду з руки. Чорт теліпає рукою і з кожної бризки виникає малий чорт. Чорт винайшов блага для людей — віз, хату тощо, але зробив їх недоладними, а Бог виправив ці речі, зробивши корисними. Деякі творіння Чорта безглузді — дим, пупок. Звідси походять і вірування, що чорта можна прикликати, займаючись безглуздими справами — коли свистіти, колисати ногами. Чорт, згідно переказів, навчив людей грішити та підбурює їх до злочинів і сварок — особисто або за допомоги своїх слуг — менших чортів. Крім того, чорти описувалися здатними насилати негоду, сильний вітер, хуртовини. Вихори вважалися танцями чортів, а у воді їхнім проявом поставали вири. Болотяні вогні подекуди вважалися блиском скарбів, які охороняють чорти.
З поєднань язичницьких і християнських вірувань походить уявлення, що Бог чи Святий Михаїл знищує чортів блискавками. Поширене місце життя чортів — це болото, зокрема болотяна купина, рідше зарості очерету, де вони володарюють, а також різноманітні інші безлюдні, занедбані чи неосвоєні місця. Наприклад, виселки (новостворені поселення) в українців або кулічки (галявини, розчищені під пасовища) в росіян. Чорти ховаються від блискавок у деревах (особливо сухих), під каменями, в горах і на пустирях, смітниках, у хатах, або ж вселяються в людей. Але при цьому чорти бояться хреста й стрітенської свічки, що дозволяє викривати їх та виганяти. Особливо небезпечним часом, коли чорти мають особливу силу, вважався період від полуночі до перших півнів, іноді — полудень. Також чорти були особливо небезпечні на святки й переддень Івана Купала.
Народні уявлення про життя після смерті поміщають чортів до Пекла, де ті мучать душі деяких грішників. Покарання зазвичай мало відповідати найтяжчому скоєному за життя гріху, або найгіршій рисі характеру.

## Чорт в українській культурі

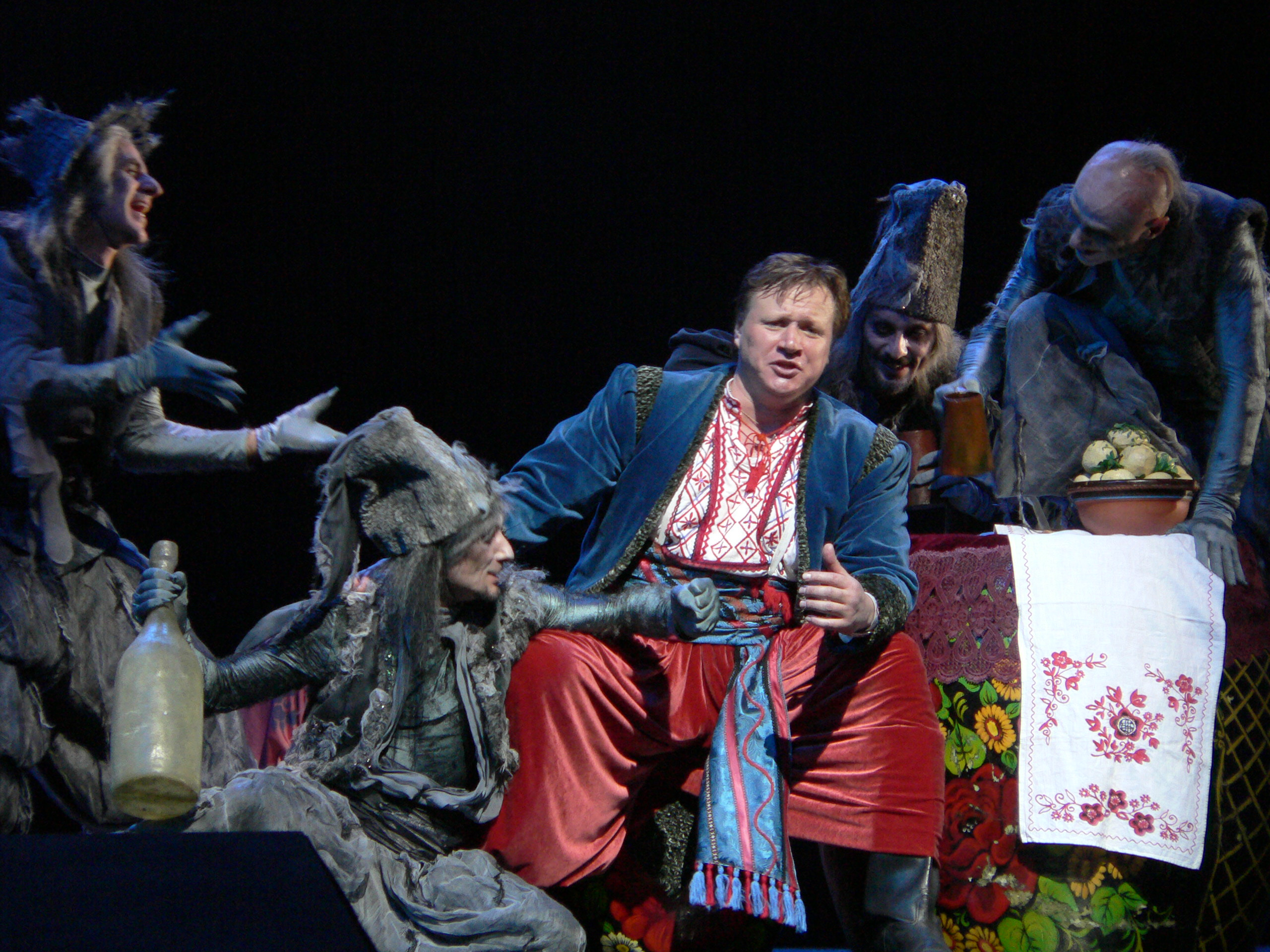
В оточенні чортів. Сцена з опери «Черевички», 2008 р.

Чорт слугує поширеним винуватцем різноманітних шкідливих, неприємних подій, або причину яких складно встановити. Поширений мотив народних переказів про те, як чорт наводить чари на людину, під виглядом доброзичливого незнайомця пропонує перехожому чоловікові обмінятися речами (люльками, рушницями), що виявляються патиком, черепками, жабою, екскрементом. Однак, чорта можна й обманути. Наприклад, він обіцяє бідному чоловіку гроші в обмін на матір і дітей; тоді чоловік дає йому курку з курчатами. Чорт також може віддячити за його порятунок або винагородити того, хто його розважить.
Ім'я чорта вживається в українській мові як лайка, особливо для вираження досади чи роздратування; а також переносно, як прізвисько щодо умілої, жвавої, меткої, хитрої, сміливої, молодецької, бравої, спритної, вправної, гнівної, страшної людини.
З образом чорта пов'язані численні українські фразеологізми на кшталт «чорт з рогами» (про злу людину), «полізти до чорта на роги» (наражатися на небезпеку), «жити, як в чорта на крилах» (скоювати злочини, лишаючись безкарним), «хитрий, як дідько з хвостом». Приказки, такі як «Тату, тату, лізе чорт у хату» — «Дарма, синку, аби не москаль», «Богу молиться, а чорту вірує» (про лицемірну людину), «Піп у дзвін, а чорт в калатало» (невміле наслідування чогось). Згадки про чорта збереглися в українські топоніміці: Чортова гора, Чортиця, Чортова печера, річка Чортовець тощо. Сленгове «чорт» — ненадійна людина, незнайомець, поліцейський. У тюремному жаргоні, звідки перейшло у вуличний, «чорт» означає людину, що займає одну з найнижчих сходинок у неформальній ієрархії в'язнів, виконує найбруднішу роботу.
Чорт виступає одним з головних персонажів українського вертепу. В народному вертепі він зазвичай діє в парі зі Смертю: Смерть стинає голову лиходію, представнику вищого суспільного стану (жиду, злому господарю, багатієві, цареві Іроду), а чорт забирає його душу до пекла. Поява чортів на вулицях білоруського міста Полоцька в 1092 році згадується в Радзивіллівському літописі, що містить Повість временних літ з ілюстраціями.
У писемній літературі чорт згадується в таких пам'ятках, як Києво-Печерський патерик, житіях преподобного Феодосія, Антонія Пустельника, Микити Готського, Івана Золотоустого. Окремі твори, де описуються витівки чорта, створювали Антоній Радивиловський («Про те, як один диявол змарнував час біля грішника»), Данило Туптало («Скарб за жону»), Стефан Яворський («Про те, як антихрист юдеями сприйнятий буде замість щирого Месії», «Різні думки про народження антихристів» та ін.), Микола Гоголь («Запропаща грамота», «Сорочинський ярмарок», «Ніч перед Різдвом», «Зачароване місце»), Пантелеймон Куліш («Про те, що сталося з козаком Бурдюгом на Зелені свята»), Наталена Королева («Біси»), Іван Карпенко-Карий («Казка»), Олекса Стороженко («Закоханий чорт», «Жонатий чорт»), Марко Вовчок («Чортова пригода»), Юрій Липа («Диявол»), Дніпрова Чайка («Білий чорт», «Під самого Купала»), Сильвестр Яричевський («Брат-біс»), Остап Маковей («Чортова скала»), Степан Васильченко («В хуртовину»), Емма Андієвська («Купівля демона»), Володимир Дрозд («Чорт, що став зорею»), Валерій Шевчук («Панна сотниківна»), Юрій Андрухович («Жінка», «Диявол», «Інкуби й суккуби»), Володимир Єшкілєв («Князь жаху») та ін.
У середньовіччі й ранньому новому часі «чортами» називали міцних, сильних, безжальних і жорстоких людей, особливо військовиків. Слово використовувалося як ім'я-прізвисько «Чорт» і власне прізвисько-псевдо. В районі українсько-татарського пограниччя існував подібний звичай. Так, українського отамана Івана Сірка турки і татари називали урус-шайтаном (руським чортом).
У сучасній популярній культурі України жаргонізм «чорт» також асоціюється з Міністром внутрішніх справ України Арсеном Аваковим, зокрема, завдяки низці протестів під загальною назвою «Аваков — чорт» проти свавілля поліції та власне міністра, що почалися з 23 лютого 2020 року.